# ایست نیکولاس، کالیفرنیا
ایست نیکولاس (به انگلیسی: East Nicolaus) یک منطقهٔ مسکونی در ایالات متحده آمریکا است که در شهرستان سوتر، کالیفرنیا واقع شده‌است. ایست نیکولاس ۱۱٫۸۸۵ کیلومتر مربع مساحت و ۲۲۵ نفر جمعیت دارد و ۱۳٫۱۱ متر بالاتر از سطح دریا واقع شده‌است.